# Burg Ōzu
Die Burg Ōzu (japanisch 大洲城, Ōzu-jō) befindet sich in der Stadt Ōzu, (Präfektur Ehime). In der Edo-Zeit residierten dort zuletzt die Katō als kleinere Tozama-Daimyō.

## Burgherren in der Edo-Zeit
- Bis 1608 die Tōdō
- Ab 1609 die Wakizaka mit einem Einkommen von 53.000 Koku.
- Ab 1610 ein Zweig der Katō mit einem Einkommen von 60.000 Koku.

## Geschichte

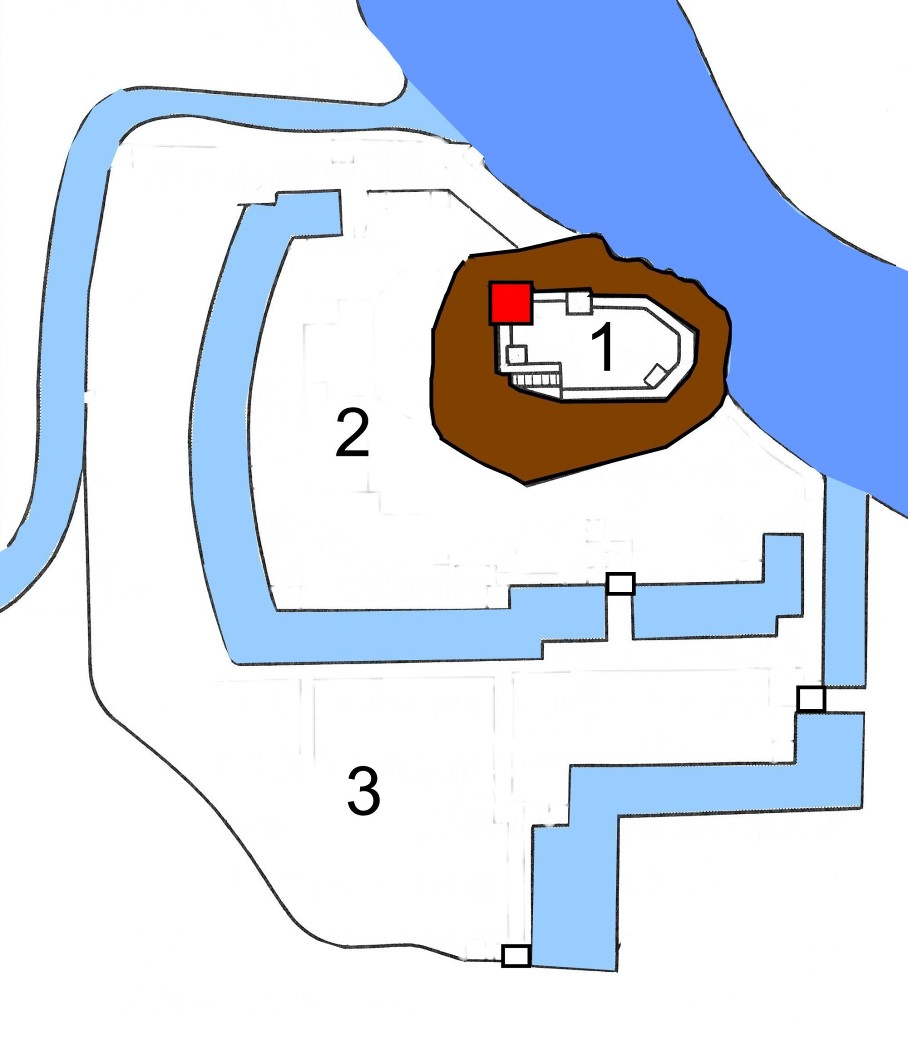
1: Hommaru und Burgturm (rot)
2: Ni-no-maru 3: San-no-maru

Die Burg Ōzu liegt auf dem Jizō-ga-dake (地蔵ヶ嶽), einer Anhöhe von ungefähr 20 m, die sich am linken Ufer des Flusses Hijikawa (肱川) erhebt. Im Jahr 1331, also am Ende der Kamakura-Zeit, haben der Überlieferung nach dort die Utsunomiya eine Burg erbaut. Später hat dann Toyotomi Hideyoshi den damaligen Burgherren Kobayakawa Takakage (小早川 隆景; 1533–1597) abgesetzt sie an Kobayakawa Hidekane (小早 川秀包; 1567–1601) gegeben. 1587 löste Toda Katsutaka (戸田 勝隆; 1594) die Kobayakawa ab, 1608 kam sie an Tōdō Takatora, 1609 übernahm Wakizaka Yasuharu (脇坂 安治; 1556–1624) die Burg, die er große ausbaute. 1617 kam die Burg an Katō Sadayasu (加藤 貞泰; 1580–1623). Die Katō blieben dann Burgherren bis zur Meiji-Restauration 1868.
Die Burg nutzt die Anhöhe am Westufer des Flusses Hijikawa, in die sie etwas hinein ragt und dadurch an der Ostseite durch den breiten Fluss gut geschützt ist. Vom Hijikawa aus wurde das  Wasser für den inneren Graben (内堀, uchibori) abgezweigt, der das Hommaru und das Ni-no-maru umschloss. Außerdem wurde vom Fluss Wasser für den äußern Graben (外堀, sotobori) abgezweigt, der die Ostseite des San-no-maru schützt. Auf der Westseite war das San-no-maru durch den im Verlauf angepassten Fluss Kumegawa (久米川) geschützt.
An der Nordwestecke des mehrstufigen Hommaru befand sich der Burgturm viergeschossige (天守, Tenshu; abgerissen 1888), daneben der „Küchen-Wachturm“ (台所櫓, Daidokoro-yagura). Insgesamt besaß die Burg 13 Wachtürme und fünf Tore, darunter das Haupttor (大手門, Ōte-mon) im Osten. Im San-no-maru befanden sich die Wohnsitze der engeren Vasallen.

Aus der Edo-Zeit erhalten geblieben sind im Hommaru der Küchen-Wachturm und der „Geländer-Wachturm“ (高欄櫓, Kōran-yagura), im Ni-no-maru der Owata-Wachturm (苧綿櫓, Owata-yagura) und im San-no-maru der „Südeck-Yagura“ (南隅櫓, Minamisumi-yagura) und die „Untere Küche“ (下台所, Shimo daidokoro). Im Jahr 2004 wurde zur Fünfzigjahrfeier der Einstufung als Stadt der Burgturm nach alten Unterlagen in Holzbauweise originalgetreu wieder aufgebaut. Zusammen mit dem Burgturm wurden auch das Innere des Geländer-Wachturms und des Küchen-Wachturms im selben Jahr der Öffentlichkeit zugänglich gemacht.

## Bilder

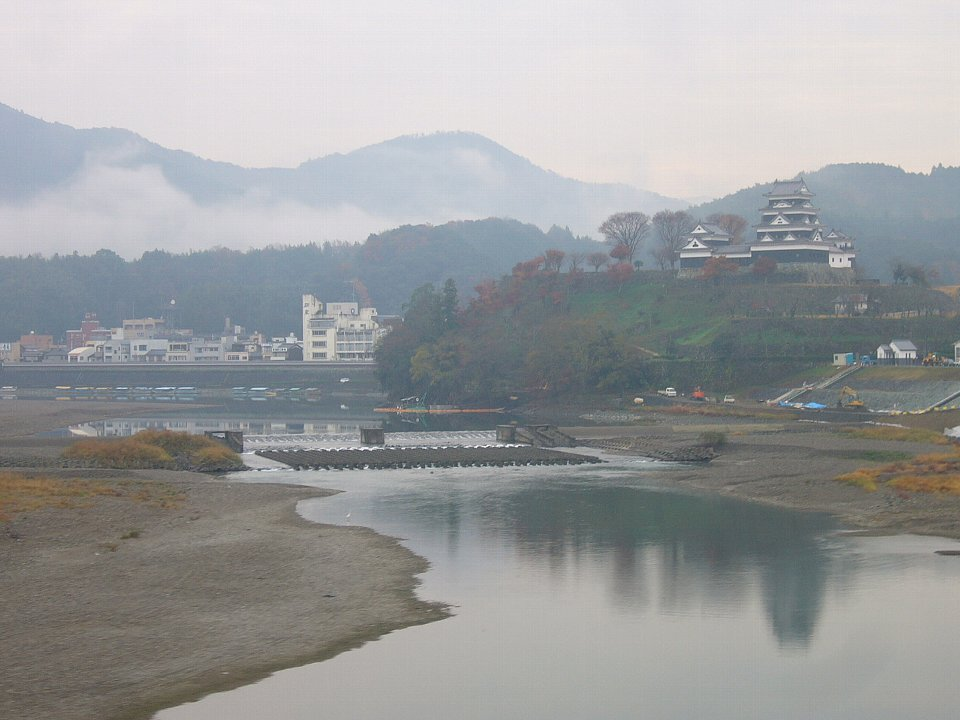
Blick auf die Burg
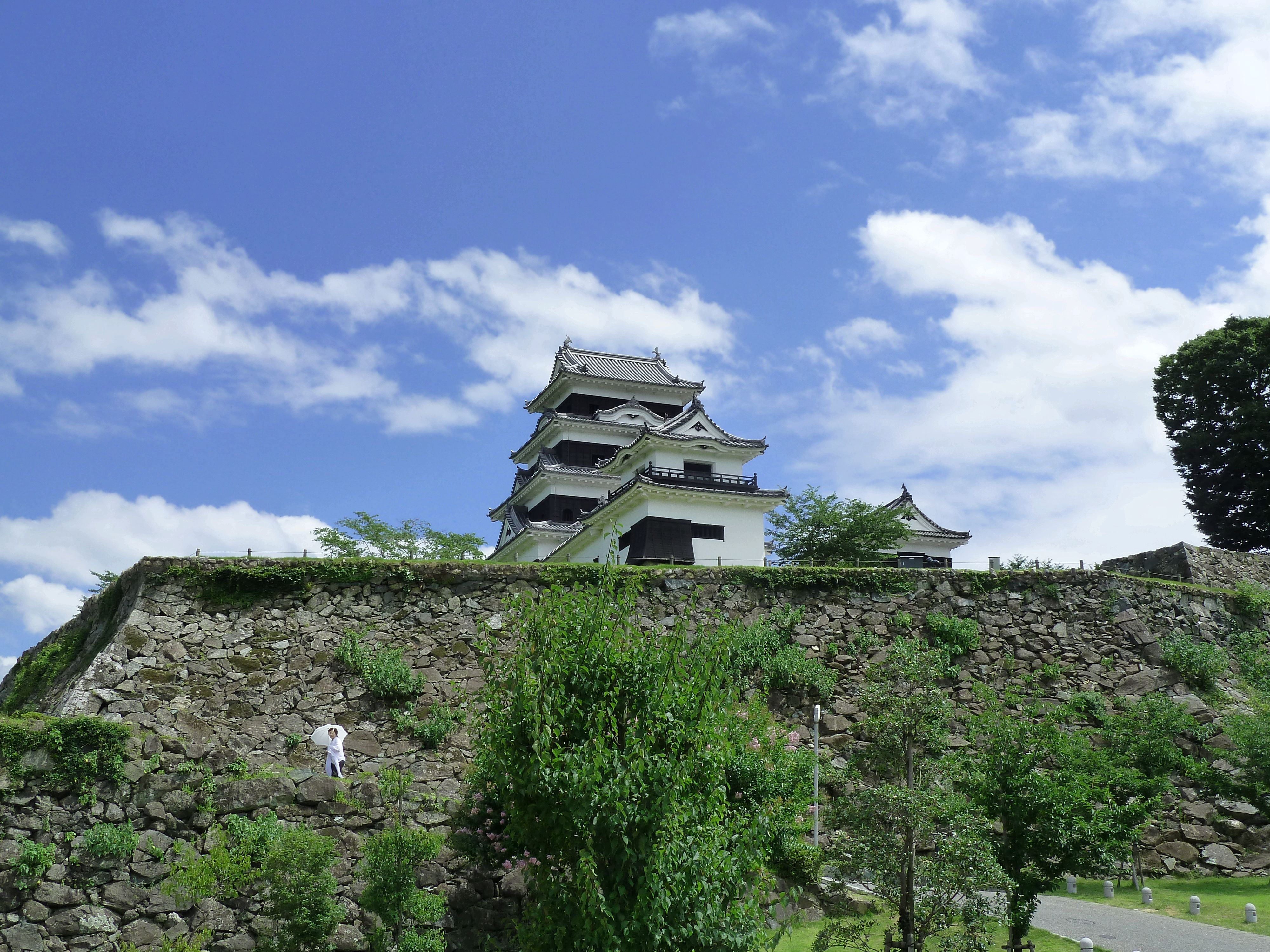
Burgturm
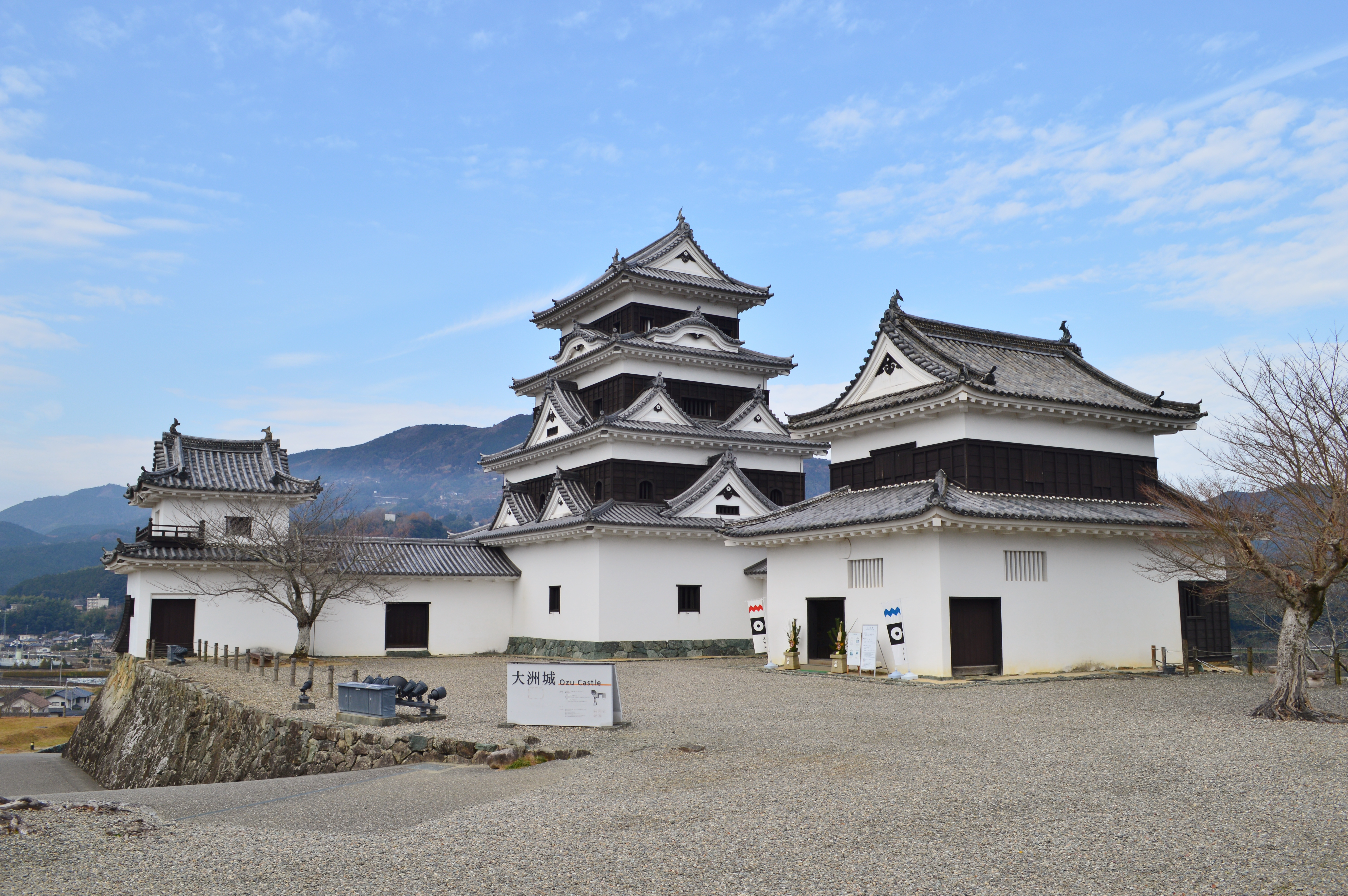
Links: Kōran, Mitte: Burgturm, rechts Daidokoro
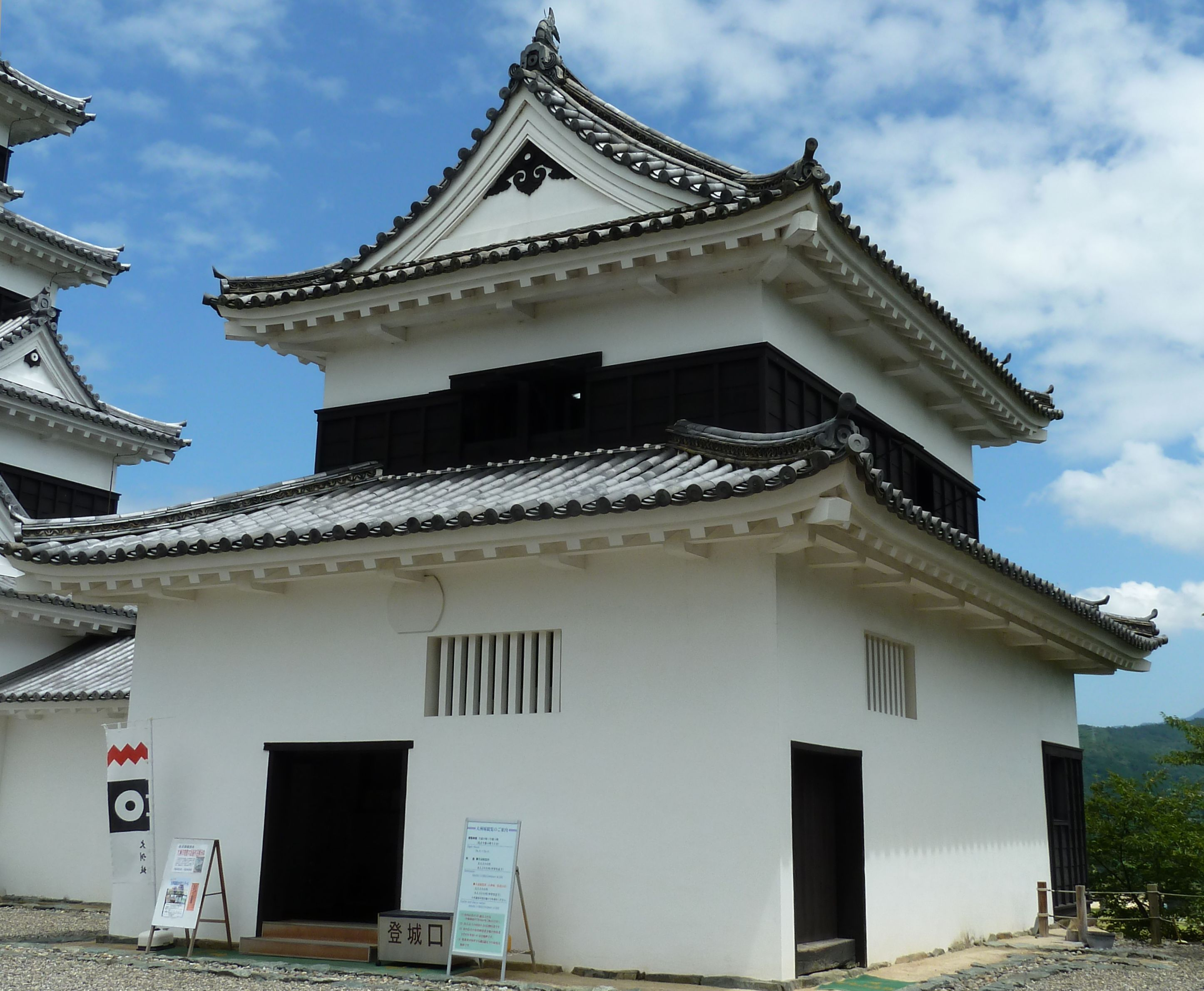
Daidokoro-Wachturm
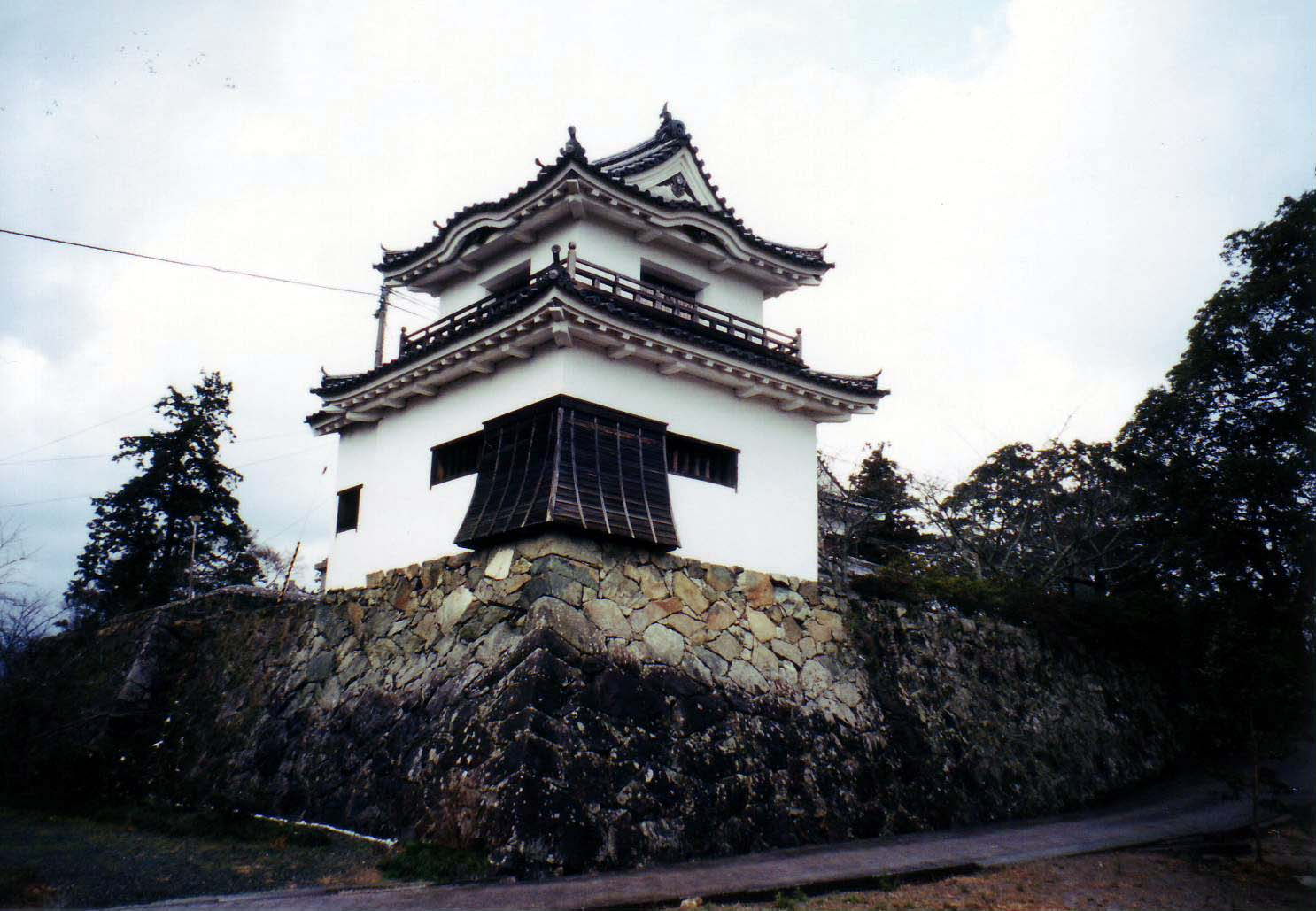
Kōran-Wachturm